# 于幼軍
于幼軍（う ようぐん）は、中華人民共和国の政治家。中山大学マルクス主義哲学博士。1976年に中国共産党に入党。中国共産党第17期中央委員だったが、2008年10月の第17期三中全会で家族の汚職の責任を取って中央委員を解任されている。
1986年、広州市委宣伝部長に抜擢され政界入り。元々は広州市社会科学研究所で副所長を務めるなど、学者だった。1985年に華南師範大学政治教育学部卒業。
1992年に広州市委常務委員となり、1993年3月には広東省委宣伝部長、省常務委員へ昇格。在任中に中山大学で博士号取得。2000年に深圳市党委副書記、市長。
2003年5月、湖南省委副書記、副省長を経て、2005年から山西省委副書記、省長。2007年6月に子供を含めた出稼ぎ農民が省内でレンガ造りの強制労働をさせられていた事件が発覚し、民衆に謝罪している。
2007年10月の第17回党大会を目前に、文化部副部長、党組書記に異動。これは定年に達した孫家正の後任に据えるためであろうと思われたが、実際に選ばれたのは国務院新聞弁公庁主任の蔡武だった。
2008年10月、第17期三中全会で『中共中央紀律検査委員会の于幼軍同志に関する問題の審査報告』が通過し、中央委員を解任される。また先に中央政治局で決定した2年間の党内観察処分と文化部党組書記の解任を確認した。深圳市長時代の家族の汚職による引責辞任といわれている。
2010年7月、文化部副部長級として訪問先の県公式サイトに紹介されたが、これは誤りとされた。2011年2月、国務院南水北調工程建設委員会弁公室副主任の肩書きで新華社に報じられる。